# Edoardo Piscopo
Edoardo Piscopo (Roma, 4 febbraio 1988) è un pilota automobilistico italiano.
Dopo aver partecipato alle competizioni della A1 Grand Prix 2007 e della F3 Euro Series 2007, nel 2008 ha raggiunto il secondo posto nel campionato di formula 3 italiana. 
Nel 2009 prende parte alla Formula 2 e alla GP2 Asia Series.